# Extra (Perú)

Extra es un diario peruano de circulación nacional que se edita en Lima. Es uno de los diarios de corte popular más antiguos que siguen en circulación en la capital peruana, además de ser considerado el Decano de la Prensa Popular. Pertenece al mismo grupo editorial que publica el diario Expreso.

## Historia
El 21 de octubre de 1964, se fundó Extra, como diario vespertino (es decir, salía en la tarde), y como alternativa a los tradicionales periódicos de la capital.
Pertenece a la misma empresa periodística del diario Expreso, que desde 1965 tuvo como dueño a Manuel Ulloa Elías, economista y político acciopopulista. Siguió las mismas vicisitudes de Expreso: sufrió sucesivamente clausura y expropiación de parte del Gobierno del general Juan Velasco Alvarado. Hasta que fue devuelto a sus dueños con el fin del Gobierno Revolucionario de las Fuerzas Armadas en 1980.
Desde su salida a la venta, tuvo el costo de S/0,50 (cincuenta céntimos) y tiene un corte popular. A diferencia de Expreso, su línea periodística es la de enfocar más los temas locales que los políticos.

## Secciones
- «Actualidad»
- «Policiales»
- «Política»
- «Farándula»
- «Mundo al cuadrado»
- «Medicina natural»
- «Extra escolar»
- «Susana/Horóscopo/Tips»
- «Deportes»